# Campionati europei di ciclismo su strada 2020 - Cronometro maschile Elite
La cronometro maschile Elite dei Campionati europei di ciclismo su strada 2020, quinta edizione della prova, si è disputata il 24 agosto 2020 su un percorso di 25,6 km con partenza ed arrivo a Plouay, in Francia. La medaglia d'oro fu appannaggio dello svizzero Stefan Küng, il quale completò il percorso con il tempo di 30'18", alla media di 50,69 km/h; l'argento andò invece al francese Rémi Cavagna e il bronzo al belga Victor Campenaerts.
Sul traguardo di Plouay 27 ciclisti, su 27 partenti, hanno portato a termine la competizione.

## Ordine d'arrivo (Top 10)
| Pos. | Corridore          | Squadra       | Tempo   |
| ---- | ------------------ | ------------- | ------- |
| 1    | Stefan Küng        | Svizzera      | 30'18"  |
| 2    | Rémi Cavagna       | Francia       | a 17"   |
| 3    | Victor Campenaerts | Belgio        | a 21"   |
| 4    | Alex Dowsett       | Gran Bretagna | a 1'03" |
| 5    | Edoardo Affini     | Italia        | a 1'15" |
| 6    | Jan Tratnik        | Slovenia      | a 1'26" |
| 7    | Justin Wolf        | Germania      | a 1'30" |
| 8    | Ryan Mullen        | Irlanda       | a 1'41" |
| 9    | Jan Bárta          | Rep. Ceca     | a 1'43" |
| 10   | Anthony Roux       | Francia       | a 2'01" |